# Nepokorёnnye
Nepokorёnnye (Непокорённые) è un film del 1945 diretto da Mark Semënovič Donskoj.